# Hieracium murlainzii
Hieracium murlainzii es una especie de planta con flor del género Hieracium, de la familia Asteraceae, orden Asterales.

## Distribución
Hieracium murlainzii se distribuye por España.

## Taxonomía
Fue descrita científicamente por G. Mateo Sanz.